# In Velo Veritas
In Velo Veritas ist eine Retro-Radrundfahrt für Jedermann auf klassischen Rennrädern ohne Zeitnehmung. Die Veranstaltung findet seit 2013 im Weinviertel, der nordöstlichen Region Niederösterreichs statt und wird seit Jahren von der Arbeitsgemeinschaft In Velo Veritas mit dem Kern aus Horst Watzl, Martin Friedl und Michael (Michl) Mellauner organisiert.

## Beschreibung
Gefahren wird ohne Zeitnehmung auf Rennrädern bis Baujahr 1987 oder Rädern, die im Wesentlichen dem technischen Stand dieser Zeit entsprechen. Also mit Gangschalthebeln, die am Rahmen sitzen und herkömmlichen Pedalen mit Körbchen und Riemenfixierung. Außenliegende Schalt- und Bremszüge sind erwünscht. Nicht zugelassen sind Klickpedale und Brems-Schalthebel-Kombinationen. Die Anzahl der Startplätze ist limitiert. Die Veranstaltung wird regelmäßig von einem Rahmenprogramm begleitet – darunter Ausstellung historischer Fahrräder, Gesprächsrunde, Konzert, Ersatzteile-Flohmarkt.
Die Routen führen über Distanzen von 70, 140 und 210 km, entlang der Hügelketten des Weinviertels (maximale Seehöhe 450 m) weitgehend über asphaltierte und gepflasterte Nebenstraßen, aber auch Schotterstraßen und die regionaltypischen Kellergassen. Mit der 210-km-Distanz ist In Velo Veritas der längste Klassik-Radmarathon in Europa. Die Veranstaltung ist Teil des Giro d'Italia d'Epoca, einer europaweiten Serie von Radtourenfahrten auf historischen Rennrädern.
An Kontrollpunkten auf der Strecke – angekündigten und „überraschenden“ – ist eine Stempelung im Kartonfolder abzuholen, als Nachweis, dass der Teilnehmer die Strecke vollständig absolviert hat.
Gefahren wird im öffentlichen Straßenverkehr, der sonntags im Weinviertel eher gering ist. Mitzuführen ist ein Reserveschlauch oder Reifenflickzeug. Begleitfahrzeuge (etwa auch E-Bikes) sind nicht erlaubt. An allen Labestationen ist ein Radservice zu finden. Ein Besenwagen nimmt von Pannen Betroffene samt Rad zum nächsten Servicepunkt oder zu einer ÖV-Haltestelle mit. Ein Schlusswagen kontrolliert, dass niemand auf der Strecke bleibt.
Die Radtourenfahrt fand erstmals 2013 in Wolkersdorf mit knapp 300 Teilnehmern statt. Im Jahr 2014 war Korneuburg an der Donau Start- und Zielort (400 Teilnehmer), es folgten die Stadt Retz, wieder Wolkersdorf, Stockerau, nochmals Retz und Poysdorf. 2020 wird erstmals in Hollabrunn – mit Postleitzahl 2020 – gestartet.
Zuletzt (2019) nahmen Fahrer aus 18 Nationen teil. Unter den Teilnehmern ist zumeist auch der dreimalige Sieger der Österreich-Rundfahrt und vierfache Glocknerkönig Rudolf Mitteregger der gerne in Gesellschaft seiner ehemaligen Kollegen aus dem PUCH-Team der späten 70er und frühen 80er-Jahre ist: Hans Lienhart, Willi Lauscha und Hans Summer fährt. Mit dabei war auch schon Gerhard Zadrobilek und Bernhard Kohl.
Der Veranstalter organisiert in der Regel günstige Schlafplätze im Turnsaal sowie auch einen Wohnmobilparkplatz.
Auf bikemap.net werden die Routen als GPS-Tracks dokumentiert.
In Velo Veritas erwähnt das Bike-Sharing-Portal List-n-Ride, einen gemeinschaftlichen Marktplatz, zur wechselweisen Nutzung von Fahrrädern.

## Übersicht
| #      | Jahr | Termin                                                                                     | Ort                     | Teilnehmer | Nationen | Bemerkung |
| ------ | ---- | ------------------------------------------------------------------------------------------ | ----------------------- | ---------- | -------- | --- |
| Test   | 2011 |                                                                                            | Wolkersdorf             | 30         |          | [ 11 ] |
| Prolog | 2012 |                                                                                            | Wolkersdorf             | 60         |          | mit zumindest 2 Hochrädern                                                                                                  |
| 1      | 2013 | (15./)16. Juni                                                                             | Wolkersdorf             | 291        | 14       | |
| 2      | 2014 | 14./15. Juni                                                                               | Korneuburg              | 400        | 18       | Räder ab 1987, mit Rudi Mitteregger, 2000 Hm auf der 210-km-Strecke                                                         |
| 3      | 2015 | (30./)31. Mai                                                                              | Retz                    | 500        |          | |
| 4      | 2016 | (11./)12. Juni                                                                             | Wolkersdorf             | 660        | 17       | Wege von Unwetter davor ausgewaschen                                                                                        |
| 5      | 2017 | (10./)11. Juni                                                                             | Stockerau               | 780        | 19       | |
| X      | 2018 | So 15. April 2018, 11:00                                                                   | Wien – Bisamberg – Wien | ?          | ?        | Ausfahrt um den Bisamberg, Start um 11 Uhr bei 10. RadpaRade im Zuge des Bikefestival Wien der Radlobby                     |
| 6      | 2018 | 9./10. Juni                                                                                | Retz                    | 765        | 16       | |
| 7      | 2019 | 15./16. Juni                                                                               | Poysdorf                | 720        | 18       | erstmals mit Regen (heftiges Gewitter um 10 Uhr)                                                                            |
| 8      | 2020 | 14./15. August (wegen Corona-Pandemie verschoben, ursprünglich angekündigt für 6./7. Juni) | Hollabrunn              |            | <<18     | Einzelstart statt bisher Massenstart; Regen; gut 20 % Frauenanteil, mit Gerhard Zadrobilek und Hanni Hack; ohne Horst Watzl |
| 9      | 2021 | 12./13. Juni 2021                                                                          | Laa/Thaya               |            |          | Start/Ziel Burg, heftiger Wind bei der Rückfahrt (Südwind)                                                                  |
| 10     | 2022 | 11./12. Juni                                                                               | Wolkersdorf             |            |          | Jubiläum, wieder in Wolkersdorf                                                                                             |
| 11     | 2023 | ?                                                                                          | ?                       | 900        |          | Mind. 2 Tandems und 3 Hochräder, ältester Teilnehmer ist 82; 900 Teilnehmer ist Rekord.                                     |
| 12     | 2024 | 8./9. Juni (angekündigt)                                                                   | Retz (3)                |            |          | Anmeldungen online ab 11.11.2023, 11.11 Uhr.                                                                                |

Anmerkung 1: Die Veranstaltung beginnt mit einem Samstag als Anreisetag, mit Come-Together, Flohmarkt, Rahmenprogramm. Am 2. Tag (Sonntag) laufen die Bewerbe ohne Zeitnehmung: Alle 3 Distanzen werden zeitlich überlappend gefahren, mit gestaffeltem Start: Um 6.00 Uhr Start zu 210 km, um 8.00 Uhr zu 140 km und zuletzt um 10.00 Uhr zu 70 km.
Anmerkung 2: In Klammern hinzugefügt sind die Samstage für die keine Belege im Web gefunden worden sind.